# Теджано
Теджано (італ. Teggiano) — муніципалітет в Італії, у регіоні Кампанія,  провінція Салерно.
Теджано розташоване на відстані близько 310 км на південний схід від Рима, 120 км на південний схід від Неаполя, 75 км на південний схід від Салерно.
Населення — 8030 осіб (2014).

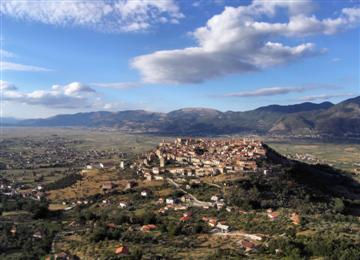

Щорічний фестиваль відбувається 3 червня та 17 грудня. Покровитель — San Cono e San Laverio.

## Демографія
Населення за роками:

Станом на 1 січня 2023 року в муніципалітеті офіційно проживало 355 іноземців з 24 країн, серед них 192 громадяни країн Євросоюзу та 14 громадян України.

## Сусідні муніципалітети
- Атена-Лукана
- Корлето-Монфорте
- Монте-Сан-Джакомо
- П'яджине
- Сакко
- Сала-Консіліна
- Сан-П'єтро-аль-Танагро
- Сан-Руфо
- Сант'Арсеніо
- Сассано